# رهاء الهليون
رَهَاء الهليون هو فطر مجهري من جنس الرهاء يصيب الهليون فيؤذيه وقد يسبب يباسه.